# „Tu ești ucigașul!”
„«Tu ești ucigașul!»” (în engleză Thou Art the Man, intitulată inițial „Thou Art the Man!”) este o povestire a scriitorului american Edgar Allan Poe, publicată pentru prima dată în ediția din noiembrie 1844 a revistei Godey's Lady's Book. Este un experiment timpuriu de ficțiune polițistă, precum „Crimele din Rue Morgue”, deși este considerată, în general, o povestire de valoare mai scăzută.
Povestirea se referă la un om acuzat pe nedrept de uciderea unchiului său, Barnabas Shuttleworthy, al cărui cadavru nu a fost găsit. Un narator nenumit găsește corpul persoanei dispărute, îl suspectează pe prietenul victimei Charles Goodfellow și organizează un plan elaborat pentru a-l demasca. Cadavrul pare să se întoarcă la viață și se îndreaptă către cel mai bun prieten al său, exclamând: „Tu ești ucigașul!”. Titlul și expresia culminantă provin din Cartea a doua a Regilor (Samuel 2, 12:7), apărând și în „Great Moon Hoax”.

## Rezumat
Barnabas Shuttleworthy, un cetățean bogat și important, dispare din orășelul Rattleborough, iar calul său este găsit rătăcind pe câmp rănit de un glonte. El avea asupra sa, la momentul dispariției, o sumă importantă de bani pe care intenționa să o depună la o bancă din orașul apropiat. Nepotul și moștenitorul său, domnul Pennifeather, este acuzat de uciderea unchiului, fiind arestat și apoi condamnat la moarte.
Curând după aceea, Charles Goodfellow, cel mai bun prieten al lui Shuttleworthy, primește o scrisoare de la o firmă de comerț cu vinuri în care este informat că, cu puțin timp înainte de dispariția sa, domnul Shuttleworthy a dispus să i se trimită o lădiță dublă de „Chateau-Margaux, sortul antilopă, cu pecete violetă”, vinul favorit al lui Goodfellow. Domnul Goodfellow organizează o petrecere a doua zi pentru a destupa sticlele de vin pe care urma să le primească. Dar atunci când naratorul (un locuitor din Rattleborough și prieten cu Shuttleworthy și Goodfellow) deschide lada, nu găsește în interior nicio sticlă de vin. Acolo se află, în schimb, cadavrul în stare de putrefacție al domnului Shuttleworthy, care se uită la Goodfellow și-i spune: „Tu ești ucigașul!”. Cuprins de spaimă, Goodfellow mărturisește că el l-a ucis pe Shuttleworthy, după care imediat cade mort. Nepotul acuzat de crimă este apoi eliberat.
Se pare că naratorul a organizat această desfășurare înspăimântătoare de evenimente. Suspectându-l pe Goodfellow de la început, el a descoperit că Goodfellow dorea să se răzbune pe domnul Pennifeather, plasând o serie de indicii care să conducă la acuzarea lui pentru săvârșirea crimei. De asemenea, el a reușit să găsească de unul singur cadavrul lui Shuttleworthy și, știind că eforturile sale nu vor fi eficiente în lipsa mărturisirii făcute de criminal, a falsificat scrisoarea trimisă de comercianții de vinuri și i-a trimis domnului Goodfellow „lada dublă de vin”. Vocea cadavrului a fost imitată chiar de către narator care și-a folosit abilitățile sale de ventriloc.

## Istoricul publicării
Povestirea „Thou Art the Man” a apărut inițial sub titlul „Thou Art the Man!” și a fost prezentată ca fiind scrisă „de Edgar A. Poe” în ediția din noiembrie 1844 a revistei Godey's Lady's Book. Editorul revistei a făcut cel puțin o schimbare editorială față de manuscrisul lui Poe, schimbând „old cock” cu „old fellow”, probabil pentru o lectură „mai prietenoasă în familie”, deși se crede că Poe nu a fost de acord cu schimbarea. Manuscrisul se află în colecția Poe a Departamentului de Manuscrise și Arhive din cadrul New York Public Library.
Prima traducere în limba română a fost realizată de Ion Vinea și publicată sub titlul „Tu ești ucigașul!” în vol. Scrieri alese (vol. II), editat în 1963 de Editura pentru Literatură Universală din București, fiind reeditată și de alte edituri. Povestirea a fost tradusă apoi de Ioana Ionașek (publicată sub titlul „Tu ești ucigașul” în volumul Masca Morții Roșii și alte povestiri, editat în 2008 de Editura Tritonic din București) și de Liviu Cotrău (publicată sub titlul „Tu ești omul acela!” în volumul Misterul lui Marie Rogêt și alte povestiri, editat în 2005 de Editura Polirom din Iași și reeditat de mai multe ori).

## Analiză
Ca și „Crimele din Rue Morgue”, „Tu ești ucigașul!” este un experiment în genul ficțiunii detectivistice pe care Poe l-a inventat și l-a numit „povești de raționament”. Această povestire este narată totuși chiar de detectiv, care trebuie să-și inducă în eroare cititorul prin prezentarea unei probleme la care cunoaște deja soluția. Vinovații din ambele povestiri sunt șocați atunci când își dezvăluie secretele: marinarul din „Crimele din Rue Morgue” este șocat să recunoască că urangutanul său a săvârșit crima, iar în „Tu ești ucigașul!” criminalul își mărturisește vina atunci când își vede victima revenind la viață. Povestirea este prezentată într-un mod umoristic, satirizând orașul rural și realizând o caricatură a locuitorilor săi. Povestirea poate fi considerată o poveste burlescă de raționament a lui Poe.

### Aluzii
Titlul povestirii provine din Cartea a doua a Regilor (Samuel 2, 12:7) , în care profetul Natan îl acuză pe regele David că ar fi plănuit moartea lui Urie pentru a se căsători cu soția acestuia, Batșeba. Natan a folosit parabola unui om bogat ce deținea o turmă mare de oi, care fură singura oiță a unui om sărac pentru a-și hrăni oaspetele. David a considerat că acel om merită să moară din cauza lăcomiei sale, la care Natan i-a răspuns „Tu ești omul acela!” (în engleză Thou Art the Man!).
Această expresie culminantă pare să se refere și la „The Great Moon Hoax” din 1835. Asemănătoare poveștii lui Poe, ea conține o scenă în care unul dintre personaje se ridică de pe scaun „într-o stare delirantă de învinovățire și sărind la jumătatea drumului spre tavan”, scoțând aceeași expresie. Poe cunoștea cu siguranță povestirea, el colaborând cu unul dintre presupușii autori la ziarul Sun din New York.

## Răspuns critic
Povestirea este adesea comparată cu eseul lui Poe despre „Jucătorul de șah al lui Maelzel”. Poetul și publicistul american Daniel Hoffman afirmă că această povestire este „un tip interesant de eșec”, deoarece nu are un narator naiv care să compenseze geniul detectivului. Povestirea este, de asemenea, considerată a fi inferioară povestirilor polițiste anterioare ale lui Poe, deoarece obsesia detectivului amator pentru demascarea criminalului elimină cea mai mare parte a misterului.
Profesoara Zoe Dumitrescu-Bușulenga scria că această povestire conține „o nuanță de critică socială sau morală, o undă de etică și umanism. Chiar într-o schiță în care accentul e pus pe împrejurarea excepțională dusă la extrem, în „Tu ești ucigașul!”, ieșirea cadavrului din cutia desfăcută prin acțiunea unui resort și provocând moartea criminalului are o semnificație de restabilire a balanței etice scoase din echilibru de o acțiune rea”.

## Influență
„Tu ești ucigașul!” este, de asemenea, singurul conținut al telegramei trimisă vinovatului de către pilotul Pirx în povestirea „Ananke” a lui Stanisław Lem, încercând să-l forțeze să mărturisească.